# John of Bridlington

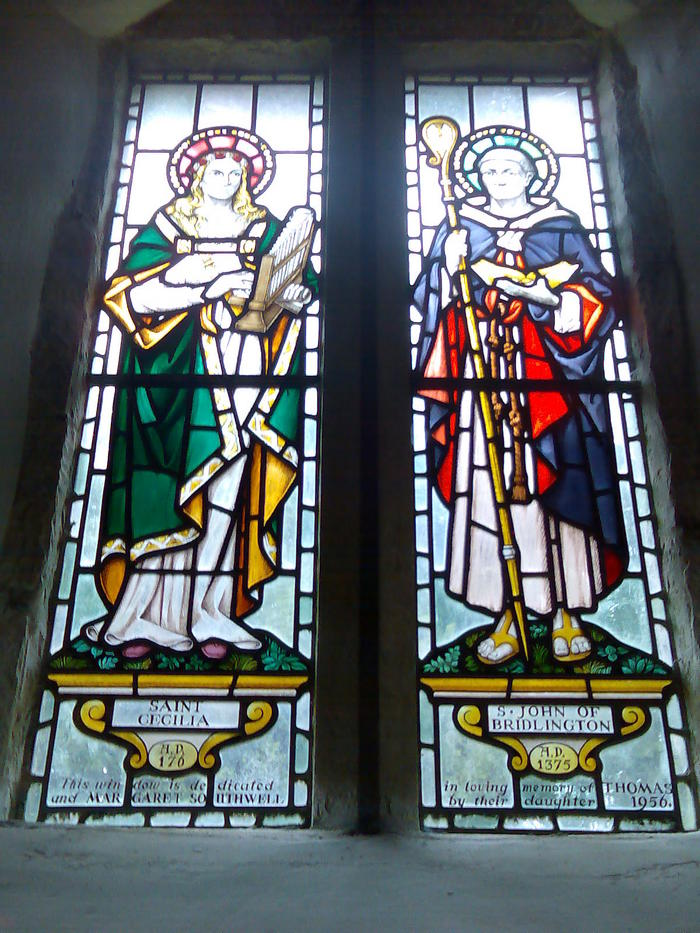
Kirchenfenster mit einer Darstellung Johns (rechts) in der Allerheiligen-Kirche in Thwing

John Twenge (John of Bridlington), genannt, (* um 1320 in Thwing bei Bridlington im heutigen East Riding of Yorkshire; † 1379 in Bridlington) war Prior des Augustinerpriorats Bridlington Priory, der durch seine mystisch-ekstatischen Erfahrungen bekannt wurde. Er wurde 1401 durch Bonifatius IX. heiliggesprochen und ist der letzte Engländer, dem diese Ehre vor der Reformation widerfuhr. Sein Gedenktag ist der 21. Oktober.

## Leben
Bereits in seiner frühen Jugend beschäftigte sich John mit den Schriften Richard Rolles (1300–1349), des bedeutendsten englischen Mystikers. Im Alter von 14 Jahren legte John das Ordensgelübde im Bridlingtoner Augustinerpriorat ab, das er zwei Jahre später für ein zweijähriges Studium in Oxford verließ. Zurückgekehrt in Bridlington, wurde er zunächst Präzentor, dann Almosenier und später Cellerar. Als 1360 der Prior verstarb, war er als Nachfolger ausersehen, aber er verweigerte sich, so dass die Gemeinschaft einen anderen Bruder als Nachfolger wählte, der jedoch ein Jahr später an der Pest verstarb. Danach sah John es als seine Pflicht an, sich nicht erneut dem Amt zu widersetzen, und so wurde er 1362 zum Prior gewählt.

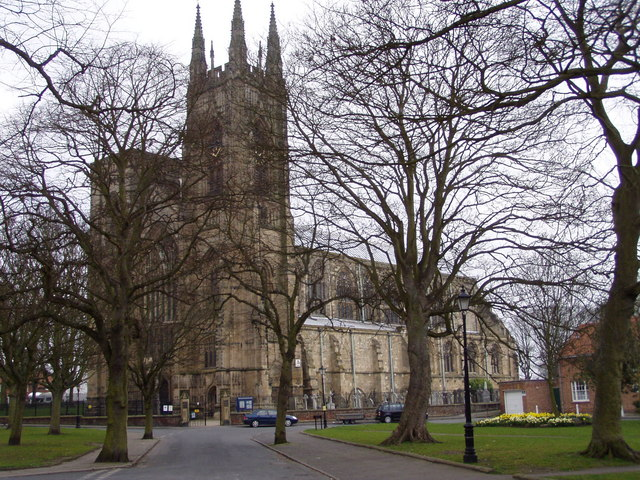
Von dem früheren Priorat in Bridlington ist nach der Reformation nur das Kirchenschiff erhalten geblieben; die Türme sind späteren Datums.

Von seinem Wirken als Prior ist nur wenig überliefert. Schriften sind keine von ihm erhalten und am öffentlichen Leben nahm er nicht teil. In einer Zeit, in der die Regeln des klösterlichen Lebens immer mehr missachtet wurden und Äbte oder Priore in separaten Wohnquartieren ein vergleichsweise herrschaftliches Leben führten, beschränkte sich John auf eine einfache Lebensweise, bei der Gehorsam und Gebet im Vordergrund standen. Er nahm als Prior keine besonderen Privilegien wahr, unterzog sich jedoch auch keiner übertriebenen Askese. Er schlief zusammen mit den anderen Brüdern im Dormitorium in dem Bett, das ihm einst als Novize zugewiesen worden war, und aß die gleiche Kost wie seine Brüder. Als er gefragt wurde, warum er nicht einem strengeren Orden beigetreten ist, antwortete er, dass alle von der Kirche genehmigten Regeln zur Perfektion führen und dass es ihm bislang noch nicht gelungen sei, seine eigene Regel in ihren Grundzügen einzuhalten. Hier folgte er weitgehend den Lehren aus dem Werk Incendium Amoris des Eremiten und Mystikers Richard Rolle, der sich in seiner Askese von mittelalterlichen Übertreibungen abwandte und einen ausgeglichenen Weg suchte. Als weiteres Leitbild diente John insbesondere das Evangelium nach Johannes. 1379 verstarb er an der Pest.

## Heiligsprechung
John genoss einen herausragenden Ruf, der auch nach seinem Tod lebendig blieb. Nach den vergeblichen Bemühungen um eine Heiligsprechung der Engländer Robert Grosseteste, John Dalderby und Robert Winchelsey sah Alexander Neville, der damalige Erzbischof von York, eine neue Gelegenheit für einen englischen Heiligen und initiierte ab 1386 den Prozess der Kanonisierung. Die ersten Aufzeichnungen Johns Lebens und seiner Wunder gehen zurück auf Margery Kempe, die hierzu insbesondere Johns Beichtvater, William Sleightholm, ausfragte. Die Kanonisierung erfolgte 1401 durch Bonifatius IX. Im Anschluss wurde 1409 dem Prior von Bridlington das Privileg eingeräumt, die Mitra zu tragen.

## Rezeption

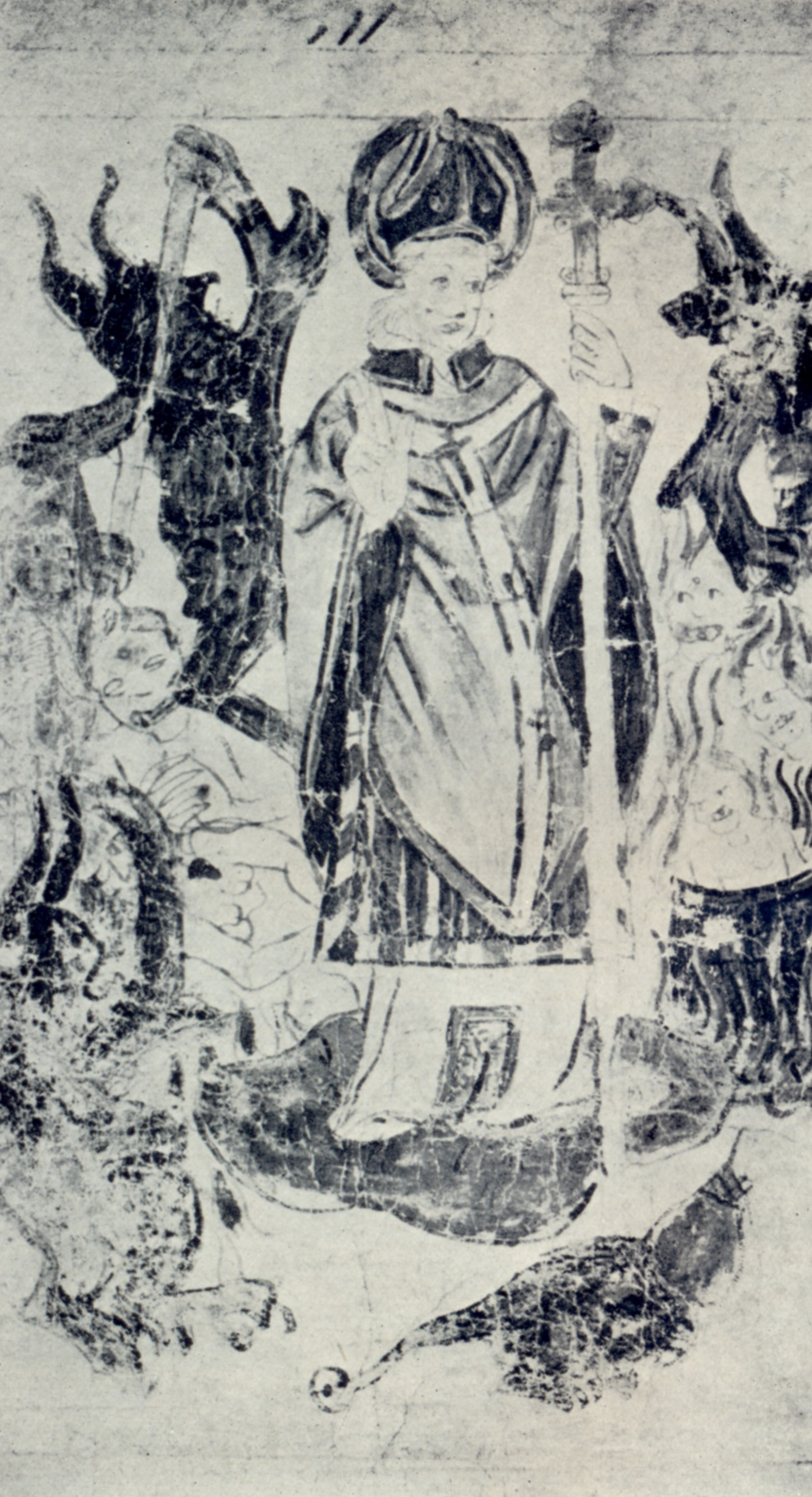
Darstellung von John im Purgatorium des heiligen Patrick, Zeichnung aus der aus dem 15. Jahrhundert stammenden Handschrift Royal 17 B xliii

John zu Ehren wurde hinter dem Hochaltar in der Prioratskirche ein Schrein für seine Gebeine errichtet. Eine besondere Bedeutung erreichte das Gedenken an John, als Heinrich V. am 25. Oktober 1415 den Sieg in der Schlacht von Azincourt auf den Beistand der aus Yorkshire stammenden Heiligen John von Beverley und John of Bridlington zurückführte. In der Augustinerabtei Dale wurde John in einem noch während des 15. Jahrhunderts hergestellten Kirchenfenster dargestellt, das später nach der Zerstörung der Abtei in die Kirche von Morley übernommen wurde.
In dem wenige Jahrzehnte nach seinem Tod entstandenen Text The Vision of William of Stranton führt John den Protagonisten durch das Purgatorium des heiligen Patrick und dient als Sprecher, der die zahlreichen Sünden des Klerus in der Kirche und den Orden beklagt.